# Coniceps niger
Coniceps niger är en tvåvingeart som beskrevs av Friedrich Hermann Loew 1873. Coniceps niger ingår i släktet Coniceps och familjen Richardiidae. Inga underarter finns listade i Catalogue of Life.